# Aroodi, Dod Ballapur
Aroodi là một làng thuộc tehsil Dod Ballapur, huyện Bangalore Rural, bang Karnataka, Ấn Độ.